# Де Брёйне, Кевин
Ке́вин Де Брёйне (нидерл. Kevin De Bruyne; нидерландский: [ˈkɛvɪn də ˈbrœynə]; 28 июня 1991, Гент) — бельгийский футболист, полузащитник итальянского клуба «Наполи» и капитан сборной Бельгии. Участник трёх чемпионатов мира (2014, 2018 и 2022) и трёх чемпионатов Европы (2016, 2020 и 2024).
Воспитанник футбольных клубов «Гент» и «Генк». В 2008 году начал свою взрослую карьеру, дебютировав в составе «Генка». Впоследствии отыграл в этой команде более 80 матчей, выиграв чемпионский титул Бельгии 2011 года. В 2012 году перешёл в лондонский «Челси», однако сразу же был отдан в аренду в «Вердер». В составе бременского клуба стал лучшим молодым игроком Бундеслиги. С января 2013 года выступал в составе «Вольфсбурга». Летом 2015 года Кевин стал игроком «Манчестер Сити».
Лучший спортсмен Бельгии 2015 года. В 2015 году был признан лучшим игроком сезона в Бундеслиге, а в 2020 году — Игроком сезона английской Премьер-лиги.

## Клубная карьера

### «Генк»
Кевин родился и вырос в крупном промышленном центре Бельгии, Генте. В детстве он начинал играть на детских турнирах и различных ярмарках. В 12-летнем возрасте успешно прошёл отбор в местный «Гент». Проведя здесь два года, Де Брёйне перебрался в «Генк», начав с выступлений в молодёжной команде клуба. Он дебютировал в основном составе «Генка» против «Шарлеруа» 9 мая 2009 года, где его команда потерпела поражение со счётом 3:0. В следующем сезоне 2009/10 он, став игроком основного состава, 7 февраля 2010 года забил свой первый гол за «Генк», обеспечив три очка своей команде, когда была одержана победа со счётом 1:0 над льежским «Стандардом». В сезоне 2010/11 он забил пять голов в 32 матчах, а его клуб в третий раз в своей истории стал чемпионом Бельгии.

### «Челси»

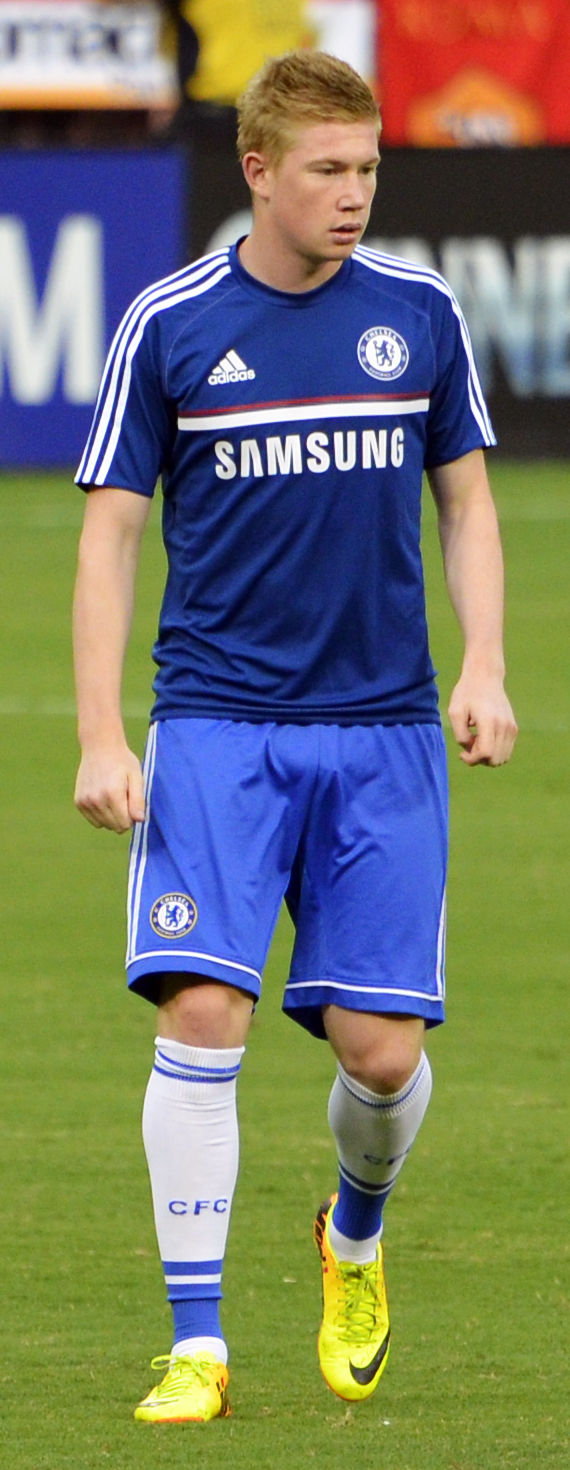
Де Брёйне на разминке с «Челси» в 2013 году

31 января 2012 года «Генк» объявил о переходе полузащитника в «Челси», он подписал контракт на пять с половиной лет. По условию сделки Де Брёйне доиграл остаток сезона 2011/12 в «Генке» уже на правах аренды. 18 июля дебютировал за «Челси» в товарищеском матче с «Сиэтл Саундерс» под номером 14. В конце июля Кевин заявил, если он не будет иметь практики в «Челси», то уйдёт в аренду:

«Я всегда говорил, что для меня самое важное — играть за команду. Если этого не произойдёт в „Челси“, то я пойду в другую команду в аренду, чтобы там получать необходимую практику». 
 Через несколько дней услугами молодого бельгийца заинтересовался бременский «Вердер». Дебют в Чемпионате Англии состоялся в матче 1 тура сезона 2013/14 против Халл Сити. Кевин вышел в стартовом составе и на 13 минуте сделал голевую передачу на Оскара.

#### Аренда в «Вердер»

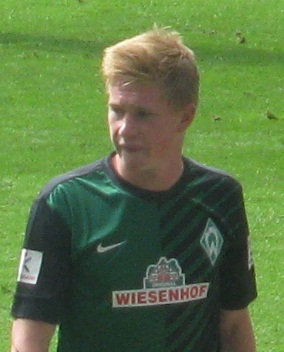
Де Брёйне во время выступлений за «Вердер», 2012 год

2 августа 2012 года на официальном сайте «синих» появилось сообщение, что сезон 2012/13 Кевин проведёт в немецком «Вердере». Клубы договорились о переходе футболиста за 1,3 млн евро. Кевин дебютировал за «Вердер» в чемпионате 24 августа в игре против чемпиона — «Боруссии Дортмунд». Бельгиец отыграл весь матч, в котором «Вердер» проиграл со счётом 1:2. Дебютный гол забил 15 сентября в ворота «Ганновер 96», сравняв счёт в матче, однако в компенсированное арбитром время лидер «Ганновера» Сабольч Хусти принёс победу своей команде со счётом 3:2. Уже в следующем туре, 23 сентября, Де Брёйне забил второй гол за «музыкантов» в ворота «Штутгарта», открыв счёт в матче. Однако «Вердер» выиграть встречу не сумел. Матч завершился результативной ничьей — 2:2. 25 сентября бельгиец заявил, у него нет шансов остаться в Бундеслиге:

«Я знаю, что должен буду вернуться в „Челси“. Они прекрасно знакомы с моими сильными качествами. У „Вердера“ не будет шансов выкупить меня или продлить срок аренды. Я убеждён, что у меня есть всё необходимое, чтобы заиграть в таком клубе, как „Челси“». 
На следующий день, 26 сентября, Кевин отдал первый результативный пас в сезоне, ассистировав Аарону Ханту. Этот пас помог «Вердеру» одолеть «Фрайбург» со счётом 2:1. 2 декабря Де Брёйне поучаствовал в разгроме «Хоффенхайма», дважды сделав голевую передачу. Матч завершился победой «Вердера» со счётом 4:1. 9 февраля Кевин забил гол и сделал голевой пас на Мехмета Экиджи в игре против «Штутгарта», которая завершилась победой подопечных Томас Шаафа со счётом 4:1. 23 февраля бельгиец забил единственный гол «Вердера» на «Альянц Арене» в выездном матче против «Баварии». Однако «музыканты» потерпели разгромное поражение — 1:6. В апреле Кевином заинтерисовались «Боруссия Дортмунд» и «Байер 04». В середине месяца дортмундцы заявили, что готовы заплатить 17 миллионов евро за талантливого бельгийца.
18 мая бельгиец провёл последний матч в составе «Вердера». Кевин сделал дубль, однако «музыканты» уступили «Нюрнбергу» — 2:3. В составе «Вердера» де Брёйне сыграл в Бундеслиге 33 матча, в которых забил 10 голов и отдал 9 результативных передач. В чемпионате бременский клуб занял 14 место.
В начале июня стало известно, что со следующего сезона Де Брёйне будет выступать за «Челси».

### «Вольфсбург»

#### Сезон 2013/2014
Однако закрепиться в составе «Челси» бельгийцу так и не удалось. Первую часть сезона он всё же провёл в составе лондонского клуба, сыграв лишь три матча. 18 января 2014 года Де Брёйне вернулся в Бундеслигу — в клуб «Вольфсбург» за 22 млн евро, с которым заключил контракт до 2019 года. 21 января 2014 года дебютировал в домашнем матче против «Ганновер 96». 12 апреля Де Брёйне сделал 2 голевых передачи в домашней победе против «Нюрнберга». Спустя неделю он забил свой первый гол за клуб в матче против «Гамбурга».

#### Сезон 2014/2015

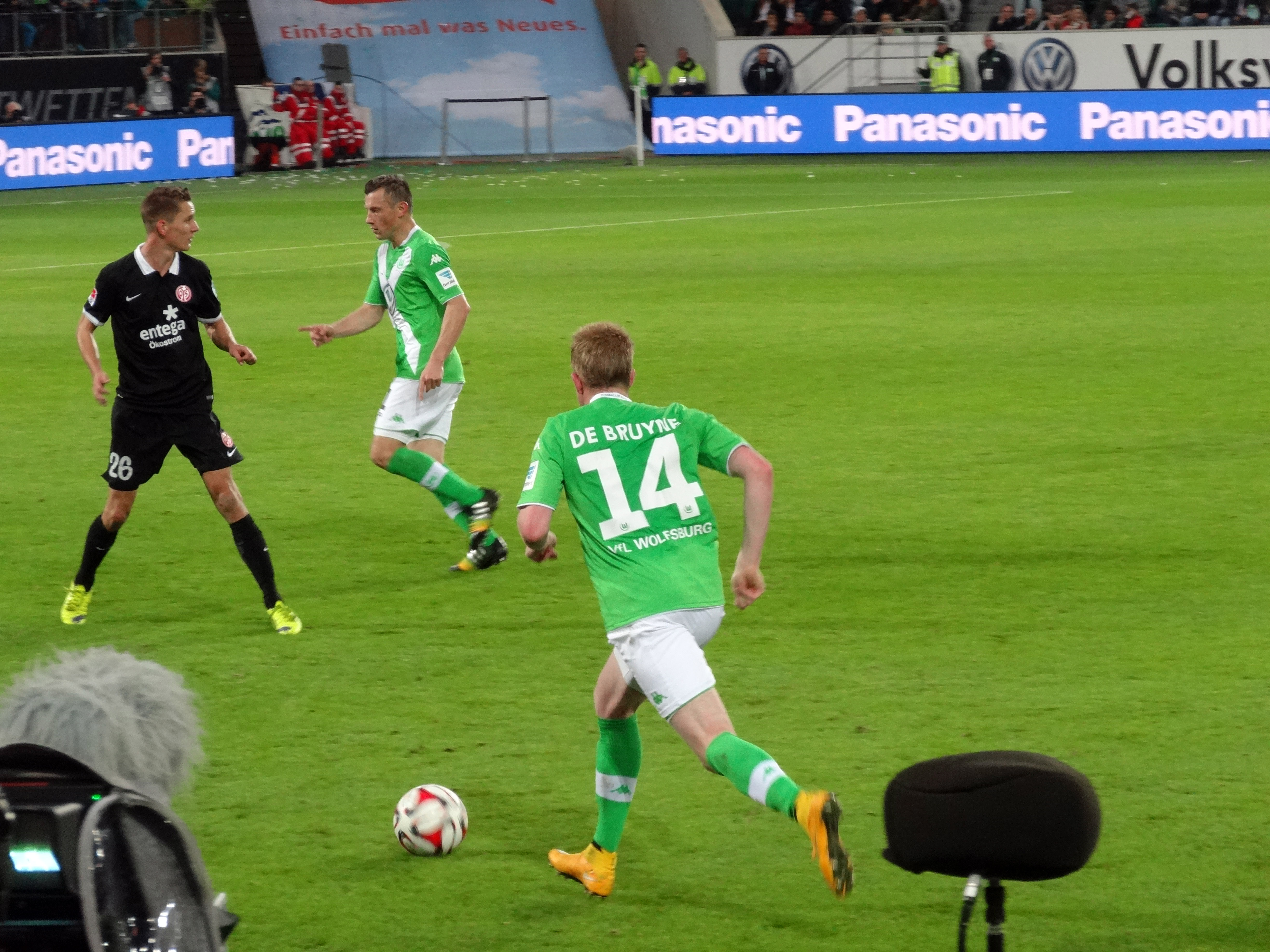
Де Брёйне в матче против «Майнца» в 2014 году

Свой первый гол в сезоне 2014/15 Де Брёйне забил 2 октября 2014 года в матче Лиги Европы против «Лилля». 23 октября в третьем групповом матче Лиги Европы против «Краснодара» он отличился дважды, а «Вольфсбург» одержал победу 2-4. 30 января 2015 года Де Брёйне помог одержать победу над «Баварией», забив два гола в ворота соперника. 1 марта 2015 года он отдал 3 голевых передачи в победном матче против «Вердера». 12 марта Де Брёйне забил 2 гола в первом матче 1/8 финала Лиги Европы против итальянского «Интера». 15 марта он забил 1 гол и отдал 2 голевых передачи в домашнем матче против «Фрайбурга», завершившегося победой хозяев со счётом 3:0.
В сезоне 2014/15 он стал лучшим ассистентом Бундеслиги, отдав 21 голевую передачу. 30 мая Де Брёйне забил победный гол в финале Кубка Германии, поразив ворота дортмундской «Боруссии» (матч закончился со счётом 3:1).
За весь сезон Де Брёйне забил 16 голов и отдал 27 голевых передач во всех турнирах, а также был назван футболистом года в Германии.

### «Манчестер Сити»

#### Сезон 2015/16

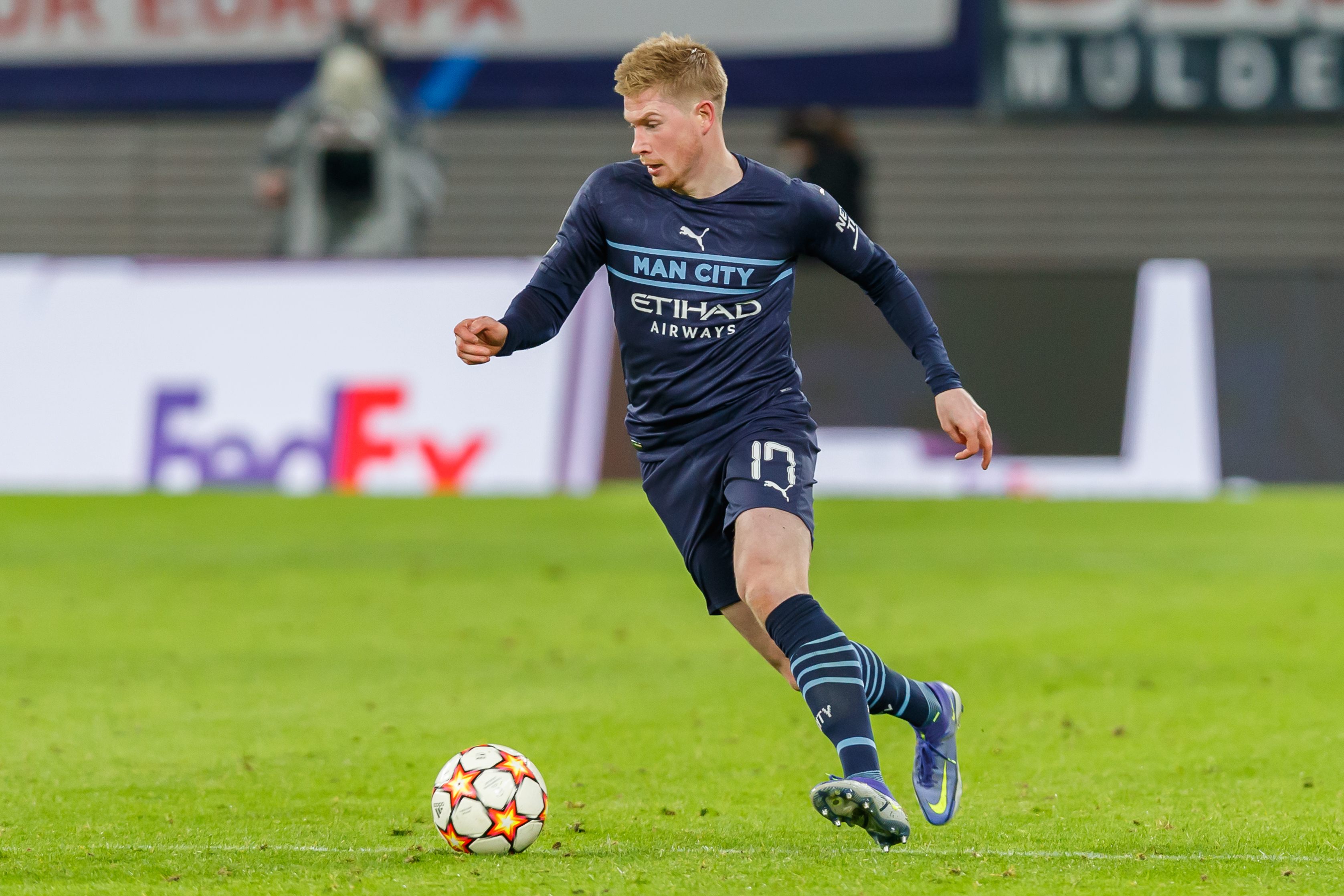
Де Брёйне в составе «Манчестер Сити»

30 августа 2015 года Кевин вернулся в Англию, заключив шестилетний контракт с «Манчестер Сити». Сумма трансфера составила 74 млн евро, что сделало бельгийца самым дорогим приобретением в истории клуба и вторым в истории Премьер-лиги (после Анхеля Ди Марии). 12 сентября Де Брёйне дебютировал за «горожан», выйдя на замену травмированному Серхио Агуэро в матче с «Кристал Пэлас». 19 сентября 2015 года бельгиец поразил ворота «Вест Хэм Юнайтед», забив первый мяч за «Манчестер Сити». С первых же матчей Де Брёйне сумел стать одним из лидеров команды, регулярно раздавая голевые передачи и став одним из лидеров по этому показателю (к началу 2016 года опережал Кевина лишь полузащитник «Арсенала» Месут Озиль). 27 января 2016 года Де Брёйне получил серьёзную травму, выбыв на два месяца. 2 апреля полузащитник вернулся на поле и отметился забитым мячом в ворота «Борнмута». Четыре дня спустя он забил первый гол в ничьей 2:2 с ПСЖ в четвертьфинале Лиги Чемпионов на парк де Пренс.
12 апреля Де Брёйне снова стал игроком матча, забив победный гол в ворота Пари Сен-Жермен, тем самым обеспечив Манчестер Сити участие в полуфинале Лиги Чемпионов, впервые в истории клуба, с общим счётом 3:2. 8 мая 2016 года Де Брёйне забил в матче против «Арсенала», который завершился вничью 2-2.

#### Сезон 2016/17
10 сентября 2016 года Де Брёйне забил и ассистировал в первом Манчестерском дерби в сезоне, который «Сити» выиграл 2:1, а Кевин стал лучшим игроком матча.
17 сентября 2016 Де Брёйне стал игроком матча в победном поединке против «Борнмута» (4:0). Футболист забил первый гол, ассистировал в четвёртом и поучаствовал во втором и третьем голах.
1 ноября в матче против «Барселоны», закончившегося со счётом 3:1, Кевин забил победный гол со штрафного удара, до этого последний раз подобное удавалось Жуниньо Пернамбукано в 2009 году.
Всего же в английской Премьер-лиге Кевин отдал 18 голевых передач, побив этим рекорд клуба, принадлежавший Давиду Сильве в сезоне 2011/12 (15 ассистов), а также забил 6 голов.

#### Дальнейшие сезоны
7 апреля 2021 года клуб продлил контракт с полузащитником, новое соглашение было подписано до лета 2025 года.
4 апреля 2025 года де Брёйне объявил, что покинет «Манчестер Сити» по окончании сезона 2024/25.

### «Наполи»
12 июня 2025 года заключил контракт с итальянским клубом «Наполи».

## Карьера в сборной
Де Брёйне выступал за юношескую сборную Бельгии. 11 августа 2010 года он дебютировал в основной сборной в рамках товарищеского матча против сборной Финляндии в городе Турку, где его сборная потерпела поражение со счётом 1:0.

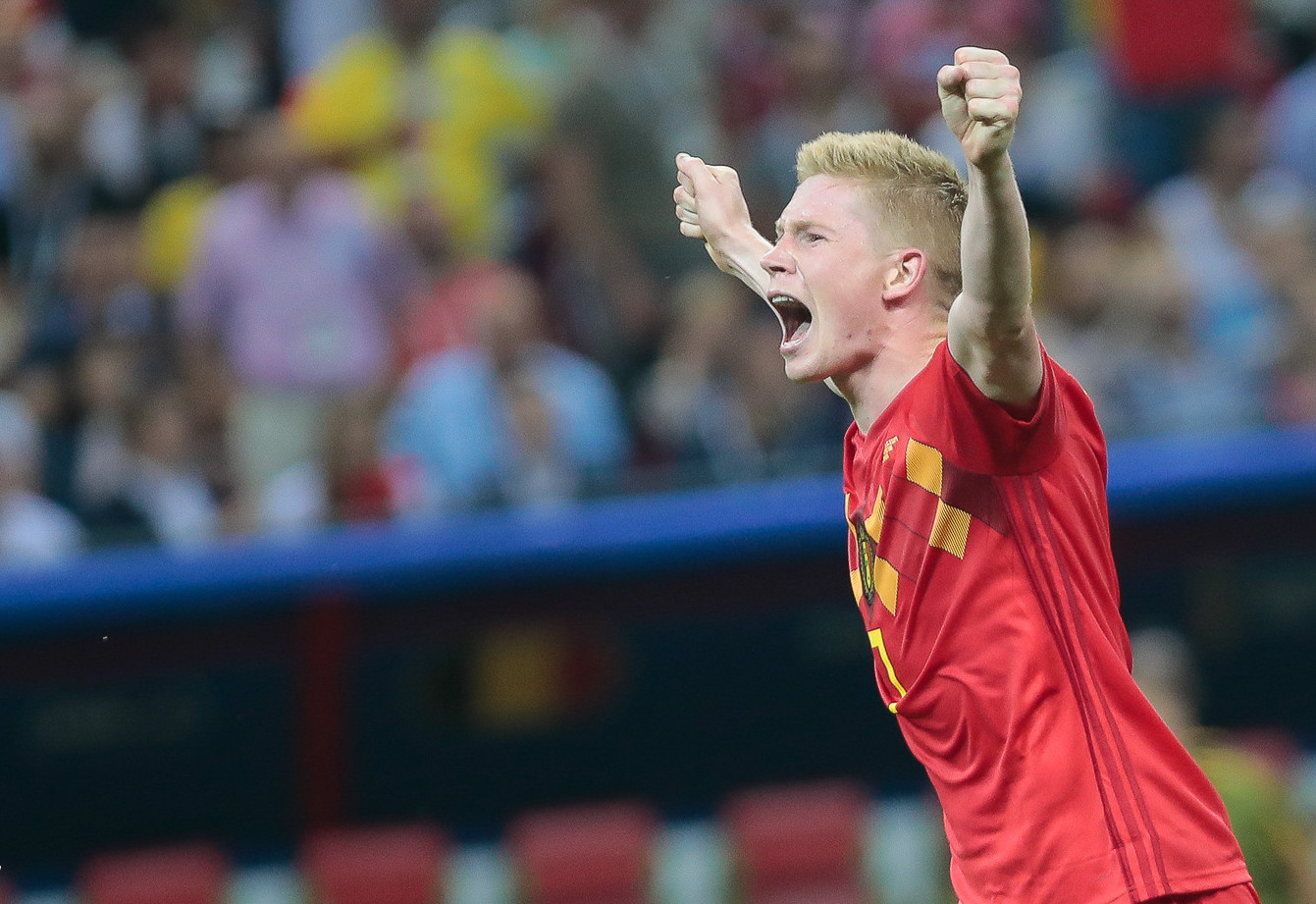
Де Брёйне празднует (2:1) победу Бельгии над Бразилией в 1/4 ЧМ 2018

В финальном турнире чемпионата мира 2014 года в Бразилии участвовал в составе сборной Бельгии в пяти матчах, забил один гол и отдал две голевые передачи.
Кевин попал в финальную заявку из 23 человек сборной Бельгии на чемпионат мира по футболу 2018 года. 18 июня в игре со сборной Панамы (3:0) Де Брёйне ассистировал Ромелу Лукаку. 6 июля он забил победный гол в матче четвертьфинала против Бразилии (2:1) и был назван лучшим игроком матча. В полуфинале Бельгия проиграла (1:0) будущим чемпионами мира — Франции. 14 июля в матче за третье место сборная Бельгии победила сборную Англии со счётом 2:0.
Попал в заявку сборной на чемпионат Европы 2020 года. Игру с сборной России пропустил из-за травмы. В матче с сборной Дании вышел на замену при счёте 0:1, отдал голевую передачу и забил победный гол, матч завершился со счётом 2:1 в пользу сборной Бельгии.

## Статистика выступлений

### Клубная
| Выступление      | Выступление      | Выступление      | Лига | Лига | Кубок страны | Кубок страны | Кубок Лиги | Кубок Лиги | Еврокубки | Еврокубки | Прочие | Прочие | Итого | Итого |
| Клуб             | Лига             | Сезон            | Игры | Голы | Игры         | Голы         | Игры       | Голы       | Игры      | Голы      | Игры   | Голы   | Игры  | Голы  |
| ---------------- | ---------------- | ---------------- | ---- | ---- | ------------ | ------------ | ---------- | ---------- | --------- | --------- | ------ | ------ | ----- | ----- |
| Генк             | Про-лига         | 2008/09          | 2    | 0    | 0            | 0            | —          | —          | —         | —         | —      | —      | 2     | 0     |
| Генк             | Про-лига         | 2009/10          | 35   | 3    | 2            | 0            | —          | —          | 2         | 0         | 1      | 0      | 40    | 3     |
| Генк             | Про-лига         | 2010/11          | 32   | 5    | 0            | 0            | —          | —          | 3         | 1         | —      | —      | 35    | 6     |
| Генк             | Про-лига         | 2011/12          | 28   | 8    | 1            | 0            | —          | —          | 6         | 0         | 1      | 0      | 36    | 8     |
| Генк             | Итого            | Итого            | 97   | 16   | 3            | 0            | —          | —          | 11        | 1         | 2      | 0      | 113   | 17    |
| Вердер           | Бундеслига       | 2012/13          | 33   | 10   | 1            | 0            | —          | —          | 0         | 0         | —      | —      | 34    | 10    |
| Вердер           | Итого            | Итого            | 33   | 10   | 1            | 0            | —          | —          | 0         | 0         | —      | —      | 34    | 10    |
| Челси            | Премьер-лига     | 2013/14          | 3    | 0    | 2            | 0            | 1          | 0          | 3         | 0         | —      | —      | 9     | 0     |
| Челси            | Итого            | Итого            | 3    | 0    | 2            | 0            | 1          | 0          | 3         | 0         | —      | —      | 9     | 0     |
| Вольфсбург       | Бундеслига       | 2013/14          | 16   | 3    | 2            | 0            | —          | —          | —         | —         | —      | —      | 18    | 3     |
| Вольфсбург       | Бундеслига       | 2014/15          | 34   | 10   | 6            | 1            | —          | —          | 11        | 5         | —      | —      | 51    | 16    |
| Вольфсбург       | Бундеслига       | 2015/16          | 2    | 0    | 1            | 1            | —          | —          | 0         | 0         | 1      | 0      | 4     | 1     |
| Вольфсбург       | Итого            | Итого            | 52   | 13   | 9            | 2            | —          | —          | 11        | 5         | 1      | 0      | 73    | 20    |
| Манчестер Сити   | Премьер-лига     | 2015/16          | 25   | 7    | 1            | 1            | 5          | 5          | 10        | 3         | —      | —      | 41    | 16    |
| Манчестер Сити   | Премьер-лига     | 2016/17          | 36   | 6    | 5            | 0            | 1          | 0          | 7         | 1         | —      | —      | 49    | 7     |
| Манчестер Сити   | Премьер-лига     | 2017/18          | 37   | 8    | 3            | 1            | 4          | 2          | 8         | 1         | —      | —      | 52    | 12    |
| Манчестер Сити   | Премьер-лига     | 2018/19          | 19   | 2    | 4            | 2            | 5          | 2          | 4         | 0         | —      | —      | 32    | 6     |
| Манчестер Сити   | Премьер-лига     | 2019/20          | 35   | 13   | 2            | 1            | 3          | 0          | 7         | 2         | 1      | 0      | 48    | 16    |
| Манчестер Сити   | Премьер-лига     | 2020/21          | 25   | 6    | 3            | 1            | 4          | 0          | 8         | 3         | —      | —      | 40    | 10    |
| Манчестер Сити   | Премьер-лига     | 2021/22          | 30   | 15   | 3            | 1            | 2          | 1          | 10        | 2         | —      | —      | 45    | 19    |
| Манчестер Сити   | Премьер-лига     | 2022/23          | 32   | 7    | 4            | 1            | 2          | 0          | 10        | 2         | 1      | 0      | 49    | 10    |
| Манчестер Сити   | Премьер-лига     | 2023/24          | 18   | 4    | 5            | 0            | 0          | 0          | 2         | 2         | 1      | 0      | 26    | 6     |
| Манчестер Сити   | Премьер-лига     | 2024/25          | 28   | 4    | 4            | 2            | 0          | 0          | 7         | 0         | 1      | 0      | 40    | 6     |
| Манчестер Сити   | Итого            | Итого            | 285  | 72   | 34           | 10           | 26         | 10         | 73        | 16        | 4      | 0      | 422   | 108   |
| Всего за карьеру | Всего за карьеру | Всего за карьеру | 470  | 111  | 49           | 12           | 27         | 10         | 98        | 22        | 7      | 0      | 651   | 155   |

1. ↑  Суперкубок страны

### Сборная
| Сборная          | Сезон            | Товарищеские | Товарищеские | Турниры | Турниры | Всего | Всего |
| Сборная          | Сезон            | Игры         | Голы         | Игры    | Голы    | Игры  | Голы  |
| ---------------- | ---------------- | ------------ | ------------ | ------- | ------- | ----- | ----- |
| Бельгия          | 2010             | 1            | 0            | 0       | 0       | 1     | 0     |
| Бельгия          | 2011             | 1            | 0            | 0       | 0       | 1     | 0     |
| Бельгия          | 2012             | 2            | 0            | 4       | 1       | 6     | 1     |
| Бельгия          | 2013             | 5            | 0            | 6       | 3       | 11    | 3     |
| Бельгия          | 2014             | 4            | 1            | 7       | 3       | 11    | 4     |
| Бельгия          | 2015             | 1            | 1            | 7       | 3       | 8     | 4     |
| Бельгия          | 2016             | 5            | 1            | 7       | 0       | 12    | 1     |
| Бельгия          | 2017             | 3            | 0            | 5       | 0       | 8     | 0     |
| Бельгия          | 2018             | 4            | 1            | 6       | 1       | 10    | 2     |
| Бельгия          | 2019             | 0            | 0            | 6       | 4       | 6     | 4     |
| Бельгия          | 2020             | 0            | 0            | 4       | 1       | 4     | 1     |
| Бельгия          | 2021             | 0            | 0            | 10      | 3       | 10    | 3     |
| Бельгия          | 2022             | 1            | 0            | 8       | 2       | 9     | 2     |
| Бельгия          | 2023             | 1            | 1            | 1       | 0       | 2     | 1     |
| Бельгия          | 2024             | 2            | 1            | 4       | 1       | 6     | 2     |
| Всего за карьеру | Всего за карьеру | 30           | 6            | 75      | 22      | 105   | 28    |

### Матчи и голы за сборную
По состоянию на 20 июля 2024
| Матчи и голы Кевина Де Брёйне за национальную сборную Бельгии | Матчи и голы Кевина Де Брёйне за национальную сборную Бельгии | Матчи и голы Кевина Де Брёйне за национальную сборную Бельгии | Матчи и голы Кевина Де Брёйне за национальную сборную Бельгии | Матчи и голы Кевина Де Брёйне за национальную сборную Бельгии | Матчи и голы Кевина Де Брёйне за национальную сборную Бельгии | Матчи и голы Кевина Де Брёйне за национальную сборную Бельгии |
| №                                                             | Дата                                                          | Оппонент                                                      | Счёт                                                          | Голы Де Брёйне                                                | Соревнование                                                  |                                                               |
| ------------------------------------------------------------- | ------------------------------------------------------------- | ------------------------------------------------------------- | ------------------------------------------------------------- | ------------------------------------------------------------- | ------------------------------------------------------------- | ------------------------------------------------------------- |
| 1                                                             | 11 августа 2010                                               | Финляндия                                                     | 0:1                                                           | —                                                             | Товарищеский матч                                             |                                                               |
| 2                                                             | 11 ноября 2011                                                | Румыния                                                       | 2:1                                                           | —                                                             | Товарищеский матч                                             |                                                               |
| 3                                                             | 15 августа 2012                                               | Нидерланды                                                    | 3:1                                                           | —                                                             | Товарищеский матч                                             |                                                               |
| 4                                                             | 7 сентября 2012                                               | Уэльс                                                         | 2:0                                                           | —                                                             | Отборочные матчи ЧМ-2014                                      |                                                               |
| 5                                                             | 11 сентября 2012                                              | Хорватия                                                      | 1:1                                                           | —                                                             | Отборочные матчи ЧМ-2014                                      |                                                               |
| 6                                                             | 12 октября 2012                                               | Сербия                                                        | 3:0                                                           | 1                                                             | Отборочные матчи ЧМ-2014                                      |                                                               |
| 7                                                             | 16 октября 2012                                               | Шотландия                                                     | 2:0                                                           | —                                                             | Отборочные матчи ЧМ-2014                                      |                                                               |
| 8                                                             | 14 ноября 2012                                                | Румыния                                                       | 1:2                                                           | —                                                             | Товарищеский матч                                             |                                                               |
| 9                                                             | 6 февраля 2013                                                | Словакия                                                      | 2:1                                                           | —                                                             | Товарищеский матч                                             |                                                               |
| 10                                                            | 22 марта 2013                                                 | Македония                                                     | 2:0                                                           | 1                                                             | Отборочные матчи ЧМ-2014                                      |                                                               |
| 11                                                            | 26 марта 2013                                                 | Македония                                                     | 1:0                                                           | —                                                             | Отборочные матчи ЧМ-2014                                      |                                                               |
| 12                                                            | 29 мая 2013                                                   | США                                                           | 4:2                                                           | —                                                             | Товарищеский матч                                             |                                                               |
| 13                                                            | 7 июня 2013                                                   | Сербия                                                        | 2:1                                                           | 1                                                             | Отборочные матчи ЧМ-2014                                      |                                                               |
| 14                                                            | 14 августа 2013                                               | Франция                                                       | 0:0                                                           | —                                                             | Товарищеский матч                                             |                                                               |
| 15                                                            | 6 сентября 2013                                               | Шотландия                                                     | 2:0                                                           | —                                                             | Отборочные матчи ЧМ-2014                                      |                                                               |
| 16                                                            | 11 октября 2013                                               | Хорватия                                                      | 2:1                                                           | —                                                             | Отборочные матчи ЧМ-2014                                      |                                                               |
| 17                                                            | 15 октября 2013                                               | Уэльс                                                         | 1:1                                                           | 1                                                             | Отборочные матчи ЧМ-2014                                      |                                                               |
| 18                                                            | 14 ноября 2013                                                | Колумбия                                                      | 0:2                                                           | —                                                             | Товарищеский матч                                             |                                                               |
| 19                                                            | 19 ноября 2013                                                | Япония                                                        | 2:3                                                           | —                                                             | Товарищеский матч                                             |                                                               |
| 20                                                            | 5 марта 2014                                                  | Кот-д’Ивуар                                                   | 2:2                                                           | —                                                             | Товарищеский матч                                             |                                                               |
| 21                                                            | 26 мая 2014                                                   | Люксембург                                                    | 5:1                                                           | 1                                                             | Товарищеский матч                                             |                                                               |
| 22                                                            | 1 июня 2014                                                   | Швеция                                                        | 2:0                                                           | —                                                             | Товарищеский матч                                             |                                                               |
| 23                                                            | 17 июня 2014                                                  | Алжир                                                         | 2:1                                                           | —                                                             | ЧМ-2024. Групповой этап                                       |                                                               |
| 24                                                            | 22 июня 2014                                                  | Россия                                                        | 1:0                                                           | —                                                             | ЧМ-2014. Групповой этап                                       |                                                               |
| 25                                                            | 2 июля 2014                                                   | США                                                           | 2:1                                                           | 1                                                             | ЧМ-2014. 1/8 финала                                           |                                                               |
| 26                                                            | 5 июля 2014                                                   | Аргентина                                                     | 0:1                                                           | —                                                             | ЧМ-2024. 1/4 финала                                           |                                                               |
| 27                                                            | 4 сентября 2014                                               | Австралия                                                     | 2:0                                                           | —                                                             | Товарищеский матч                                             |                                                               |
| 28                                                            | 10 октября 2014                                               | Андорра                                                       | 6:0                                                           | 2                                                             | Отборочные матчи ЧЕ-2016                                      |                                                               |
| 29                                                            | 13 октября 2014                                               | Босния и Герцеговина                                          | 1:1                                                           | —                                                             | Отборочные матчи ЧЕ-2016                                      |                                                               |
| 30                                                            | 16 ноября 2014                                                | Уэльс                                                         | 0:0                                                           | —                                                             | Отборочные матчи ЧЕ-2016                                      |                                                               |
| 31                                                            | 28 марта 2015                                                 | Кипр                                                          | 5:0                                                           | —                                                             | Отборочные матчи ЧЕ-2016                                      |                                                               |
| 32                                                            | 31 марта 2015                                                 | Израиль                                                       | 1:0                                                           | —                                                             | Отборочные матчи ЧЕ-2016                                      |                                                               |
| 33                                                            | 12 июня 2015                                                  | Уэльс                                                         | 0:1                                                           | —                                                             | Отборочные матчи ЧЕ-2016                                      |                                                               |
| 34                                                            | 3 сентября 2015                                               | Босния и Герцеговина                                          | 3:1                                                           | 1                                                             | Отборочные матчи ЧЕ-2016                                      |                                                               |
| 35                                                            | 6 сентября 2015                                               | Кипр                                                          | 1:0                                                           | —                                                             | Отборочные матчи ЧЕ-2016                                      |                                                               |
| 36                                                            | 10 октября 2015                                               | Андорра                                                       | 4:1                                                           | 1                                                             | Отборочные матчи ЧЕ-2016                                      |                                                               |
| 37                                                            | 13 октября 2015                                               | Израиль                                                       | 3:1                                                           | 1                                                             | Отборочные матчи ЧЕ-2016                                      |                                                               |
| 38                                                            | 13 ноября 2015                                                | Италия                                                        | 3:1                                                           | 1                                                             | Товарищеский матч                                             |                                                               |
| 39                                                            | 28 мая 2016                                                   | Швейцария                                                     | 1:2                                                           | 1                                                             | Товарищеский матч                                             |                                                               |
| 40                                                            | 1 июня 2016                                                   | Финляндия                                                     | 1:1                                                           | —                                                             | Товарищеский матч                                             |                                                               |
| 41                                                            | 5 июня 2016                                                   | Норвегия                                                      | 3:2                                                           | —                                                             | Товарищеский матч                                             |                                                               |
| 42                                                            | 13 июня 2016                                                  | Италия                                                        | 0:2                                                           | —                                                             | ЧЕ-2016. Групповой этап                                       |                                                               |
| 43                                                            | 18 июня 2016                                                  | Ирландия                                                      | 3:0                                                           | —                                                             | ЧЕ-2016. Групповой этап                                       |                                                               |
| 44                                                            | 22 июня 2016                                                  | Швеция                                                        | 1:0                                                           | —                                                             | ЧЕ-2016. Групповой этап                                       |                                                               |
| 45                                                            | 26 июня 2016                                                  | Венгрия                                                       | 4:0                                                           | —                                                             | ЧЕ-2016. 1/8 финала                                           |                                                               |
| 46                                                            | 1 июля 2016                                                   | Уэльс                                                         | 1:3                                                           | —                                                             | ЧЕ-2016. 1/4 финала                                           |                                                               |
| 47                                                            | 1 сентября 2016                                               | Испания                                                       | 0:2                                                           | —                                                             | Товарищеский матч                                             |                                                               |
| 48                                                            | 6 сентября 2016                                               | Кипр                                                          | 3:0                                                           | —                                                             | Отборочные матчи ЧМ-2018                                      |                                                               |
| 49                                                            | 9 ноября 2016                                                 | Нидерланды                                                    | 1:1                                                           | —                                                             | Товарищеский матч                                             |                                                               |
| 50                                                            | 13 ноября 2016                                                | Эстония                                                       | 8:1                                                           | —                                                             | Отборочные матчи ЧМ-2018                                      |                                                               |
| 51                                                            | 5 июня 2017                                                   | Чехия                                                         | 2:1                                                           | —                                                             | Товарищеский матч                                             |                                                               |
| 52                                                            | 9 июня 2017                                                   | Эстония                                                       | 2:0                                                           | —                                                             | Отборочные матчи ЧМ-2018                                      |                                                               |
| 53                                                            | 31 августа 2017                                               | Гибралтар                                                     | 9:0                                                           | —                                                             | Отборочные матчи ЧМ-2018                                      |                                                               |
| 54                                                            | 3 сентября 2017                                               | Греция                                                        | 2:1                                                           | —                                                             | Отборочные матчи ЧМ-2018                                      |                                                               |
| 55                                                            | 7 октября 2017                                                | Босния и Герцеговина                                          | 4:3                                                           | —                                                             | Отборочные матчи ЧМ-2018                                      |                                                               |
| 56                                                            | 10 октября 2017                                               | Кипр                                                          | 4:0                                                           | —                                                             | Отборочные матчи ЧМ-2018                                      |                                                               |
| 57                                                            | 10 ноября 2017                                                | Мексика                                                       | 3:3                                                           | —                                                             | Товарищеский матч                                             |                                                               |
| 58                                                            | 14 ноября 2017                                                | Япония                                                        | 1:0                                                           | —                                                             | Товарищеский матч                                             |                                                               |
| 59                                                            | 27 марта 2018                                                 | Саудовская Аравия                                             | 4:0                                                           | 1                                                             | Товарищеский матч                                             |                                                               |
| 60                                                            | 2 июня 2018                                                   | Португалия                                                    | 0:0                                                           | —                                                             | Товарищеский матч                                             |                                                               |
| 61                                                            | 6 июня 2018                                                   | Египет                                                        | 3:0                                                           | —                                                             | Товарищеский матч                                             |                                                               |
| 62                                                            | 11 июня 2018                                                  | Коста-Рика                                                    | 4:1                                                           | —                                                             | Товарищеский матч                                             |                                                               |
| 63                                                            | 18 июня 2018                                                  | Панама                                                        | 3:0                                                           | —                                                             | ЧМ-2018. Групповой этап                                       |                                                               |
| 64                                                            | 23 июня 2018                                                  | Тунис                                                         | 5:2                                                           | —                                                             | ЧМ-2018. Групповой этап                                       |                                                               |
| 65                                                            | 2 июля 2018                                                   | Япония                                                        | 3:2                                                           | —                                                             | ЧМ-2018. 1/8 финала                                           |                                                               |
| 66                                                            | 6 июля 2018                                                   | Бразилия                                                      | 2:1                                                           | 1                                                             | ЧМ-2018. 1/4 финала                                           |                                                               |
| 67                                                            | 10 июля 2018                                                  | Франция                                                       | 0:1                                                           | —                                                             | ЧМ-2018. Полуфинал                                            |                                                               |
| 68                                                            | 14 июля 2018                                                  | Англия                                                        | 2:0                                                           | —                                                             | ЧМ-2018. Матч за 3-е место                                    |                                                               |
| 69                                                            | 8 июня 2019                                                   | Казахстан                                                     | 3:0                                                           | —                                                             | Отборочные матчи ЧЕ-2020                                      |                                                               |
| 70                                                            | 11 июня 2019                                                  | Шотландия                                                     | 3:0                                                           | 1                                                             | Отборочные матчи ЧЕ-2020                                      |                                                               |
| 71                                                            | 6 сентября 2019                                               | Сан-Марино                                                    | 4:0                                                           | —                                                             | Отборочные матчи ЧЕ-2020                                      |                                                               |
| 72                                                            | 9 сентября 2019                                               | Шотландия                                                     | 4:0                                                           | 1                                                             | Отборочные матчи ЧЕ-2020                                      |                                                               |
| 73                                                            | 16 ноября 2019                                                | Россия                                                        | 4:1                                                           | —                                                             | Отборочные матчи ЧЕ-2020                                      |                                                               |
| 74                                                            | 19 ноября 2019                                                | Кипр                                                          | 6:1                                                           | 2                                                             | Отборочные матчи ЧЕ-2020                                      |                                                               |
| 75                                                            | 8 сентября 2020                                               | Исландия                                                      | 5:1                                                           | —                                                             | Лига наций УЕФА 2020/21. Групповой этап                       |                                                               |
| 76                                                            | 11 октября 2020                                               | Англия                                                        | 1:2                                                           | —                                                             | Лига наций УЕФА 2020/21. Групповой этап                       |                                                               |
| 77                                                            | 15 ноября 2020                                                | Англия                                                        | 2:0                                                           | —                                                             | Лига наций УЕФА 2020/21. Групповой этап                       |                                                               |
| 78                                                            | 18 ноября 2020                                                | Дания                                                         | 4:2                                                           | 1                                                             | Лига наций УЕФА 2020/21. Групповой этап                       |                                                               |
| 79                                                            | 24 марта 2021                                                 | Уэльс                                                         | 3:1                                                           | 1                                                             | Отборочные матчи ЧМ-2022                                      |                                                               |
| 80                                                            | 27 марта 2021                                                 | Чехия                                                         | 1:1                                                           | —                                                             | Отборочные матчи ЧМ-2022                                      |                                                               |
| 81                                                            | 17 июня 2021                                                  | Дания                                                         | 2:1                                                           | 1                                                             | ЧЕ-2020. Групповой этап                                       |                                                               |
| 82                                                            | 21 июня 2021                                                  | Финляндия                                                     | 2:0                                                           | —                                                             | ЧЕ-2020. Групповой этап                                       |                                                               |
| 83                                                            | 27 июня 2021                                                  | Португалия                                                    | 1:0                                                           | —                                                             | ЧЕ-2020. 1/8 финала                                           |                                                               |
| 84                                                            | 2 июля 2021                                                   | Италия                                                        | 1:2                                                           | —                                                             | ЧЕ-2020. 1/4 финала                                           |                                                               |
| 85                                                            | 7 октября 2021                                                | Франция                                                       | 2:3                                                           | —                                                             | Лига наций УЕФА 2020/21. Полуфинал                            |                                                               |
| 86                                                            | 10 октября 2021                                               | Италия                                                        | 1:2                                                           | —                                                             | Лига наций УЕФА 2020/21. Матч за 3-е место                    |                                                               |
| 87                                                            | 13 ноября 2021                                                | Эстония                                                       | 3:1                                                           | —                                                             | Отборочные матчи ЧМ-2022                                      |                                                               |
| 88                                                            | 16 ноября 2021                                                | Уэльс                                                         | 1:1                                                           | 1                                                             | Отборочные матчи ЧМ-2022                                      |                                                               |
| 89                                                            | 3 июня 2022                                                   | Нидерланды                                                    | 1:4                                                           | —                                                             | Лига наций УЕФА 2022/23. Групповой этап                       |                                                               |
| 90                                                            | 8 июня 2022                                                   | Польша                                                        | 6:1                                                           | 1                                                             | Лига наций УЕФА 2022/23. Групповой этап                       |                                                               |
| 91                                                            | 11 июня 2022                                                  | Уэльс                                                         | 1:1                                                           | —                                                             | Лига наций УЕФА 2022/23. Групповой этап                       |                                                               |
| 92                                                            | 22 сентября 2022                                              | Уэльс                                                         | 2:1                                                           | 1                                                             | Лига наций УЕФА 2022/23. Групповой этап                       |                                                               |
| 93                                                            | 25 сентября 2022                                              | Нидерланды                                                    | 0:1                                                           | —                                                             | Лига наций УЕФА 2022/23. Групповой этап                       |                                                               |
| 94                                                            | 18 ноября 2022                                                | Египет                                                        | 1:2                                                           | —                                                             | Товарищеский матч                                             |                                                               |
| 95                                                            | 23 ноября 2022                                                | Канада                                                        | 1:0                                                           | —                                                             | ЧМ-2022. Групповой этап                                       |                                                               |
| 96                                                            | 27 ноября 2022                                                | Марокко                                                       | 0:2                                                           | —                                                             | ЧМ-2022. Групповой этап                                       |                                                               |
| 97                                                            | 1 декабря 2022                                                | Хорватия                                                      | 0:0                                                           | —                                                             | ЧМ-2022. Групповой этап                                       |                                                               |
| 98                                                            | 24 марта 2024                                                 | Швеция                                                        | 3:0                                                           | —                                                             | Отборочные матчи ЧЕ-2024                                      |                                                               |
| 99                                                            | 28 марта 2024                                                 | Германия                                                      | 3:2                                                           | 1                                                             | Товарищеский матч                                             |                                                               |
| 100                                                           | 5 июня 2024                                                   | Черногория                                                    | 2:0                                                           | 1                                                             | Товарищеский матч                                             |                                                               |
| 101                                                           | 8 июня 2024                                                   | Люксембург                                                    | 3:0                                                           | —                                                             | Товарищеский матч                                             |                                                               |
| 102                                                           | 17 июня 2024                                                  | Словакия                                                      | 0:1                                                           | —                                                             | ЧЕ-2024. Групповой этап                                       |                                                               |
| 103                                                           | 22 июня 2024                                                  | Румыния                                                       | 2:0                                                           | 1                                                             | ЧЕ-2024. Групповой этап                                       |                                                               |
| 104                                                           | 26 июня 2024                                                  | Украина                                                       | 0:0                                                           | —                                                             | ЧЕ-2024. Групповой этап                                       |                                                               |
| 105                                                           | 1 июля 2024                                                   | Франция                                                       | 0:1                                                           | —                                                             | ЧЕ-2024. 1/8 финала                                           |                                                               |

Итого: 105 матчей / 28 голов; 70 побед, 15 ничьих, 20 поражений.

## Достижения

### Командные достижения
«Генк»
- Чемпион Бельгии: 2010/11
- Обладатель Кубка Бельгии: 2008/09
- Обладатель Суперкубка Бельгии: 2011

«Вольфсбург»
- Обладатель Кубка Германии: 2014/15
- Обладатель Суперкубка Германии: 2015

«Манчестер Сити»
- Чемпион Англии (6): 2017/18, 2018/19, 2020/21, 2021/22, 2022/23, 2023/24
- Обладатель Кубка Англии (2): 2018/19, 2022/23
- Обладатель Кубка Английской Футбольной лиги (5): 2015/16, 2017/18, 2018/19, 2019/20, 2020/21
- Обладатель Суперкубка Англии (2): 2019, 2024
- Победитель Лиги чемпионов УЕФА: 2022/23
- Финалист Лиги чемпионов УЕФА: 2020/21

Сборная Бельгии
- Бронзовый призёр чемпионата мира: 2018

### Личные достижения
- Лучший молодой игрок года в Бундеслиги: 2013
- Спортсмен года в Бельгии: 2015
- Лучший ассистент чемпионата Германии: 2014/15 (21 передача)
- Игрок сезона в Бундеслиге по мнению VDV: 2014/15[52]
- Футболист года в Германии: 2015
- Входит в состав символической сборной года по версии ФИФА (4): 2017, 2019, 2020, 2021
- Член символической сборной года по версии УЕФА (3): 2017, 2019, 2020
- Входит в состав символической сборной года по версии FIFPro (5): 2020, 2021, 2022, 2023, 2024[53]
- Команда года по версии European Sports Media (4): 2017/18, 2019/20, 2020/21, 2021/22
- Включён в команду десятилетия Европы по версии МФФИИС: 2011—2020
- Входит в команду года Бундеслиги: 2014/15
- Член «команды года» в Премьер-лиге по версии ПФА (4): 2017/18, 2019/20, 2020/21, 2021/22
- Лучший ассистент английской Премьер-лиги (4): 2016/17 (18 передач), 2017/18 (16 передач), 2019/20 (20 передач), 2022/23 (16 передач)
- Лучший ассистент Лиги чемпионов УЕФА 2022/23 (7 передач)
- Входит в состав символической сборной Лиги чемпионов (6): 2017/18, 2018/19, 2019/20, 2020/21, 2021/22, 2022/23[54]
- Входит в состав символической сборной года Лиги Европы УЕФА: 2014/15
- Входит в состав символической сборной чемпионата мира: 2018
- Игрок сезона английской Премьер-лиги (2): 2019/20, 2021/22
- Игрок года по версии футболистов ПФА (2): 2020, 2021
- Лучший полузащитник Лиги чемпионов УЕФА: 2019/20
- Лучший плеймейкер года по версии IFFHS: 2020, 2021
- Автор лучшего гола месяца английской Премьер-лиги (2): ноябрь 2019[55], июль 2020[56]

## Личная жизнь
В 2014 году опубликовал автобиографию под названием «Keep It Simple» (в переводе с англ. — «Будь проще»).
Де Брёйне свободно говорит на нидерландском (родном), немецком, французском и английском языках.
С 2013 года встречался с Мишель Лакруа. 28 сентября 2015 года возлюбленная объявила Кевину о своей беременности, а 10 марта 2016 года у пары родился мальчик, которого назвали Мэйсон Милиан де Брёйне. Кевин и Мишель поженились в июне 2017 года. Их второй сын, Роум де Брёйне, родился 31 октября 2018 года. В сентябре 2020 года у пары родилась дочь Сури де Брёйне.